# Hans Sode-Madsen
Hans Sode-Madsen (født 1942) er en dansk historiker der er cand.mag. i historie og seniorforsker ved Rigsarkivet. Han har blandt andet udgivet bøger og artikler om ungdomsarbejdsløshed, ungdommen og samfundet, om danskere i kz-lejre, fængsler og tugthuse 1941-1945, Hal Koch og demokratiopdragelse 1945 og om de danske jøders skæbne under 2. verdenskrig.